# Kesakihanchnal, Gangawati
Kesakihanchnal là một làng thuộc tehsil Gangawati, huyện Koppal, bang Karnataka, Ấn Độ.